# Fito Conesa
Fito Conesa (Cartagena, 1980) es un artista visual y sonoro español que vive y trabaja en Barcelona.

## Trayectoria
Licenciado en Bellas Artes por la Universidad de Barcelona, su obra se encuentra en colecciones de museos como el MACBA de Barcelona o en instituciones como la Fundación Banc Sabadell o la Universidad de Granada.  
Sus trabajos han sido expuestos en diferentes museos, centros de arte y festivales como Oslo Screen Festival 2010, Barcelona Loop Fair 2009-2012, Festival Internacional de Poesía de Barcelona, Centro Cultural Español de la República Dominicana, La Casa Encendida de Madrid, Matadero Madrid, o CaixaForum (Lérida, Tarragona, Barcelona). El año 2021 fue propuesto por la asociación Homesession y el festival de performance Artefacte como artista residente en el Museo Nacional de Cataluña.
Conesa es creador de una obra poliédrica que abarca la instalación, el vídeo y la exploración sonora, ampliando sus posibilidades. Algunas de sus obras se plantean como una exposición del propio artista y de su contexto geográfico de origen; otras incorporan distintos elementos de la historia cultural y del mundo contemporáneo (filmografía, referentes musicales, personajes históricos, identidades digitales); y otras diseccionan lo cotidiano.
En paralelo, ha llevado a cabo una labor de conferencias y talleres en educación artística en espacios como La Panera de Lérida, Fundación “la Caixa” de Barcelona, CaixaForum de Madrid y MACBA de Barcelona. Formó parte del equipo tutorial de la Sala d’Art Jove de Barcelona (2012) y entre los años 2014 y 2017 dirigió y coordinó la Habitació 1418, el proyecto del CCCB y el MACBA para jóvenes de 14 a 18 años.
También ha participado en diversas publicaciones como Zeitgeist: Variations & Repetitions (Save as… publications, 2010),Unique Window Display (Loft Publications, 2009) y Suite for Ordinary Machinery (Save as… publications, 2008). Con esta última pasó a formar parte de los fondos de la biblioteca de la Tate Modern (Londres), el Museo Nacional Centro de Arte Reina Sofía (MNCARS) y el MACBA.
El año 2022 recibió el Premio Alfonso X (Región de Murcia) en la categoría "arte de los nuevos medios"  y el Premio de Videocreación impulsado por los Equipamientos de Artes Visuales de Cataluña, Arts Santa Mònica, el Departamento de Cultura de la Generalidad de Cataluña y el Festival Loop.

## Exposiciones
SOLO SHOWS ///
2018
OUR OWN PATHS REMAINS, Exhibition program A Monster Who Tells the Truth, Espai13, Fundación Miró, Barcelona
2017
TRAIN PHASE, STATIC HARMONY FOR STEVE REICH, Espai Tactel, València
2015
123 AÑOS, 4 MESES Y 13 DIAS, La naval, Cartagena.
FANATASIA Y FUGA PARA TSUSHIMA, Galería la encantada, Barcelona.
2014
SANTO DOMINGO VERDE, Centro español Santo Domingo. República Dominicana.
2013
UN, OUT, LESS, Galería B14, Barcelona
2012
KAUPUNKE, Vestíbulos CaixaForum Lérida/Tarragona.
2010
SADÖ, Invited for One_Day, Homesession. Barcelona.
2009
KAÜPUNKE, Vestíbulos del Caixaforum, Tarragona.
2008
SOROLOGIC, Apararador Museo Abelló, Mollet del Vallès
GROUP SHOWS ///
2020
Going Home, comisariado en Espai Tactel, Valencia.
Comunicador intererespecial , Instituto Mutante Matadero, Madrid, (2019-2020).
CIELOS ABIERTOS, CDAN , Huesca, (2019-2020).
2019
From Outside Or From Within But From Another Angle, Joey Ramone Gallery, Róterdam, Países Bajos.
On Changing your Mind. Homeland 2019, Instituto Cervantes de Dublín, Irlanda.
On Changing your Mind. Homeland 2019,  Loop Festival Barcelona.
2018
SECRET DIARIES, Espai Tactel.Toormix, Barcelona
MÉTRICO IMPERIAL, Espai Tactel, València
2017
GENERACIÓN 2017. La Casa Encendida, Madrid
2016
1000m2 DE DESEO, CCCB. Barcelona
SOMMARLECK, LA MAR DE MÚSICAS. Cartagena
SÓLO ES SEXO. Galería Fernando Pradilla, Madrid
GRAMÁTICAS DE LA TEMPORALIDAD, la Conservera, Murcia
2014
QUITAMIEDOS, jugada a tres bandas, Barcelona
CONTRATEMPS, Caixaforum, Barcelona.
2013
O COMENSO DO FIM, Galería Eva Ruiz, Madrid.
2012
EMOCIONARIO, Colección de Arte contemporáneo de la Universidad de Granada.
CAMBIO DE TURNO, Sala KKKB, Barcelona.
2011
LA CUESTION DEL PARADIGMA,Centro de Arte La Panera,Lleida.
VIDEOAKT AMISTER – LoopFestival, Barcelona.
JOUR DE FÊTE. The Private Space Gallery, Barcelona.
EMOCIONARIO, Colección arte contemporáneo de la Universidad de Granada, Granada.
2010
ENTES, Galería “Angels”, Barcelona
OFFLOOP, homesesion.Barcelona.
2009
AL FINAL LA FUSILAN, Centre Civic Can Felipa, BARCELONA.
BCN Producció’09, Ajuntament de Barcelona, Barcelona